# 瓦氏擬鱯
瓦氏擬鱯（学名：Pseudomystus vaillanti）为輻鰭魚綱鯰形目鲿科擬鱯属的鱼类，分布於亞洲婆羅洲西部淡水水域，體長可達10.7公分，棲息在底層水域，生活習性不明。